# قولقتی بالا
قولقتی بالا (به لاتین: Yuxarı Qolqəti) یک منطقه مسکونی در جمهوری آذربایجان است که در شهرستان آق‌داش واقع شده است.